# José Gomes Nogueira
José Gomes Nogueira (Rio de Janeiro, 1 de enero de 1936 - 17 de noviembre de 2022) fue un entrenador brasileño. 

## Trayectoria
Comenzó como asistente técnico de Osvaldo Brandão en el Corinthians, acompañandolo en su paso por el club hasta su salida en 1957, año en que deja el equipo y él asume como interino, convirtiéndose así en el entrenador más joven en dirigir a un equipo brasileño a la edad de 21 años.
Después de su primer paso como profesional, emigró a Perú en 1963, donde fue contratado por el Sport Boys por dos temporadas, y en 1966 es nombrado entrenador interino de la selección de Perú durante dos meses, donde disputó un amistoso ante Brasil que se preparaba para el mundial de Inglaterra, obteniendo una derrota por 3-1 en Rio de Janeiro. En 1968 dirige al Porvenir Miraflores, remplazando al entrenador argentino, Federico Sacchi.
En 1969 es asignado como entrenador de la Selección Ecuatoriana de Fútbol para disputar las Eliminatorias Sudamericanas del Campeonato Mundial de 1970.   Durante ese lapso de tiempo en Ecuador, también dirigió a la Liga de Quito, donde consiguió su primer título en el campeonato ecuatoriano de fútbol de 1969 y donde posteriormente llegaría hasta la segunda fase de la Copa Libertadores de América de 1970, siendo su equipo eliminado por Peñarol y Guaraní.  
Posteriormente dirigió al Olimpia de Paraguay, y en su vuelta al Perú se desempeñó como entrenador de Alianza Lima, durante todo el 1971, donde tuvo una campaña irregular en el equipo blanquiazul.
A mediados de 1972 fue presentado como nuevo entrenador del Club León de México, equipo donde fue ligado la mayor parte de su carrera, dirigiendola hasta en cuatro ocasiones. En su primer temporada al mando de jugadores como José Rafael Albrecht, Roberto Salomone y Jorge Davino, fue subcampeón del torneo mexicano, al caer ante Cruz Azul en un juego de desempate que se definió en penales. Se caracterizó por dar infinidad de oportunidades a jugadores que salían de la cantera leonesa.
Durante su paso por el fútbol mexicano, también dirigió al Leones Negros, Puebla y a la Universidad de Guadalajara, donde fue el primer técnico del conjunto universitario en la Primera División, a quienes también hizo subcampeones en 1976-1977 al perder la final frente al América. 
Su último paso registrado en el fútbol profesional, fue con el Unión de Curtidores en la temporada 1983-84, donde no corrió con suerte y fue destituido por un balance negativo de partidos.